# Ману Риос
Мануел Риос Фернандез (шп. Manuel Ríos Fernández; Калзада де Калатрава, 17. децембар 1998) шпански је глумац, певач и манекен. Познат је по улози Патрика у серији Елитна школа (2021—2022). Од своје девете године активно ради у индустрији забаве.

## Биографија
Рођен је 17. децембра 1998. године у Калзада де Калатрави, селу у покрајини Сијудад Реал, делу аутономне заједнице Кастиља-Ла Манча. Мајка му је фризерка, а отац електричар. Када је имао четири године, певао је у мајчином фризерском салону.
Упркос томе што је постао истакнут по улози геј младића, никада није јавно коментарисао свој сексуални идентитет. Такође је говорио о малтретирању са којим се суочавао док је одрастао и перцепцији хомосексуалности у Шпанији рекавши: „Када сам био дете, покушавао сам да избегнем да ме називају maricón (педер на шпанском језику), али временом сам учио и чак нисам то ни сматрао увредом”, истакавши да верује да „само неандерталац користи реч ’педер’ као увреду.”

## Филмографија
| Улоге Мануа Риоса |              |               |                         |                |
| Година            | Српски назив | Изворни назив | Улога                   | Напомена       |
| 2014.             |              |               | Маурисио Мартинез       | споредна улога |
| 2021—2022.        | Елитна школа |               | Патрик Бланко Комерфорд | главна улога   |
| 2022.             |              |               | Маркос                  | главна улога   |
| 2023.             | Тишина       |               | Енеко                   | главна улога   |